# Emery J. San Souci

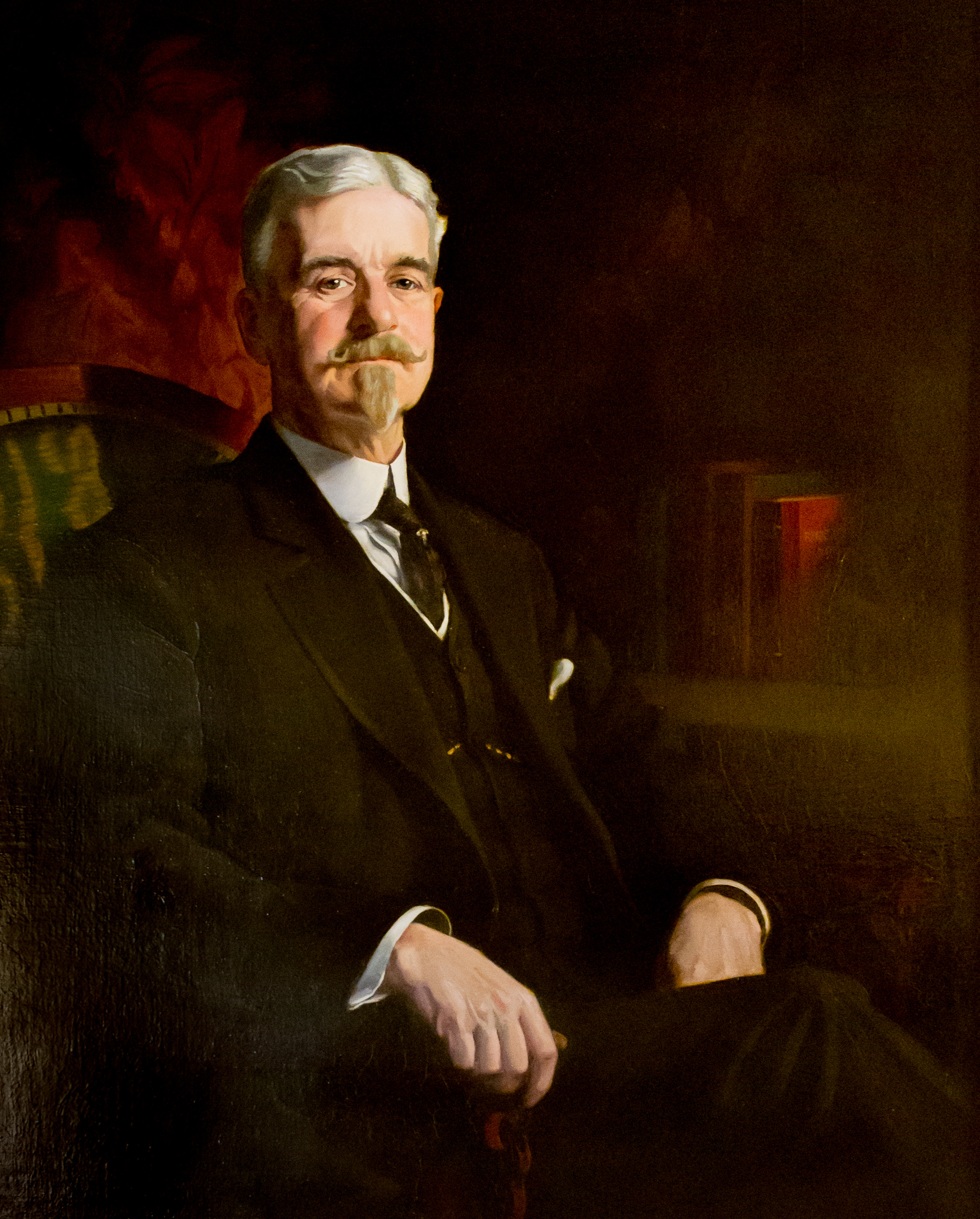
Emery J. San Souci

Emery John San Souci (* 24. Juli 1857 in Saco, Maine; † 10. August 1936) war ein US-amerikanischer Politiker der Republikanischen Partei.
San Souci war franko-kanadischer Abstammung und lebte in Providence. Er war zunächst von 1915 bis 1920 Vizegouverneur des US-Bundesstaates Rhode Island. Von 1921 bis 1923 bekleidete er das Amt des Gouverneurs.

## Frühe Jahre und politischer Aufstieg
Emery San Souci erhielt nur eine ganz allgemeine Schulbildung. Er absolvierte eine Lehre als Maschinist und wurde dann Schuhverkäufer. Später arbeitete er in dem Warenhaus seiner Brüder in Providence als Verkäufer von Herrenbekleidung. Zwischen 1909 und 1919 war er Leiter der Haushaltsabteilung dieses Geschäftes. Souci wurde auch einer der Direktoren der Union Trust Company und Bevollmächtigter einer Bank in Providence.
Zwischen 1901 und 1907 war San Souci Mitglied des Stadtrats von Providence. Von 1909 bis 1915 gehörte er dem Beraterstab von Gouverneur Aram J. Pothier an. Danach war er zwischen 1915 und 1920 als Vizegouverneur Stellvertreter von Gouverneur Robert Livingston Beeckman, zu dessen Nachfolger er im Jahr 1920 gewählt wurde. Zwischen dem 4. Januar 1921 und dem 2. Januar 1923 konnte San Souci als Gouverneur seines Staates regieren. Die Wahl des Jahres 1920 war die erste Gouverneurswahl in Rhode Island, an der Frauen teilnehmen konnten.

## Gouverneur von Rhode Island
In seiner Amtszeit wurden einige soziale Reformen in die Wege geleitet. Dazu gehörten die Verbesserung der Lage der Behinderten und die Erhöhung der Entschädigung für unfallbedingt arbeitsunfähige Arbeitnehmer. Im Jahr 1922 setzte er die Miliz gegen streikende Textilarbeiter ein. Diese Vorgehensweise kostete ihn die erneute Nominierung seiner Partei für die anstehenden Gouverneurswahlen.

## Weiterer Lebenslauf
Nach dem Ende seiner Amtszeit wurde Emery San Souci von Präsident Warren G. Harding zum Leiter der Zollbehörde im Hafen von Providence ernannt. In diesem Amt wurde er von den folgenden Präsidenten Calvin Coolidge, Herbert Hoover und Franklin D. Roosevelt bestätigt. San Souci starb im August 1936. Mit seiner Frau Minnie Duffy hatte er zwei Kinder. Sein Grab befindet sich auf dem Mount Saint Benedict's Cemetery in Hartford (Connecticut).